# باي (أركنساس)
باي (بالإنجليزية: Bay, Arkansas)‏ هي مدينة تقع في مقاطعة كريغ هيد، أركنسو بولاية أركنساس في الولايات المتحدة. تبلغ مساحة هذه المدينة 8.7 (كم²)، وترتفع عن سطح البحر 70 م، بلغ عدد سكانها 2058 نسمة في عام 2009 حسب إحصاء مكتب تعداد الولايات المتحدة.

## التركيبة السكانية
حدّد مكتب تعداد الولايات المتحدة بيانات التركيبة السكانية لباي في تعداد الولايات المتحدة. في ما يلي، التركيبة السكانية حسب تعدادي 2000 و2010.

### تعداد عام 2000
بلغ عدد سكان باي 1,800 نسمة بحسب تعداد عام 2000، وبلغ عدد الأسر 690 أسرة وعدد العائلات 519 عائلة مقيمة في المدينة. في حين سجلت الكثافة السكانية 224.4 نسمة لكل كيلومتر مربع (581.2/ميل2). وبلغ عدد الوحدات السكنية 734 وحدة بمتوسط كثافة قدره 91.5 لكل كيلومتر مربع (237.0/ميل2).
وتوزع التركيب العرقي للمدينة بنسبة 95.39% من البيض و2.94% من الأمريكيين الأفارقة و0.17% من الأمريكيين الأصليين و0.78% من الأعراق الأخرى و0.72% من عرقين مختلطين أو أكثر و1.50% من الهسبانيون أو اللاتينيون من أي عرق.
بلغ عدد الأسر 690 أسرة كانت نسبة 40.7% منها لديها أطفال تحت سن الثامنة عشر تعيش معهم، وبلغت نسبة الأزواج القاطنين مع بعضهم البعض 59% من أصل المجموع الكلي للأسر، ونسبة 12.9% من الأسر كان لديها معيلات من الإناث دون وجود شريك،  بينما كانت نسبة 3.3% من الأسر لديها معيلون من الذكور دون وجود شريكة وكانت نسبة 24.8% من غير العائلات. تألفت نسبة 22.9% من أصل جميع الأسر من عدة أفراد يعيشون في نفس المنزل ونسبة 10.9% كانت تتألف من شخص يعيش بمفرده يبلغ من العمر 65 عاماً أو أكثر. وبلغ متوسط حجم الأسرة المعيشية 2.61، أما متوسط حجم العائلات فبلغ 3.07.
بلغ العمر الوسطي للسكان 35.3 عاماً. وكانت نسبة 27.7% من القاطنين تحت سن الثامنة عشر، وكانت نسبة 8.2% بين الثامنة عشر والرابعة والعشرين عاماً، ونسبة 28.3% كانت واقعةً في الفئة العمرية ما بين الخامسة والعشرين والرابعة والأربعين عاماً، ونسبة 22.7% كانت ما بين الخامسة والأربعين والرابعة والستين، ونسبة 13.2% كانت ضمن فئة الخامسة والستين عاماً فما فوق. يوجد لكل 100 أنثى 94.4 ذكر، ويوجد لكل 100 أنثى في الثامنة عشر من عمرها فما فوق 88.2 ذكر.
بلغ متوسط دخل الأسرة في المدينة 29,828 دولارًا، أما متوسط دخل العائلة فبلغ 35,833 دولارًا. وكان متوسط دخل الذكور 28,594 دولارًا مقابل 19,732 دولارًا للإناث. وسجل دخل الفرد الخاص بالمدينة 12,743 دولارًا. وكانت نسبة 13.3% من العائلات ونسبة 15.5% من السكان تحت خط الفقر، وكان من هؤلاء نسبة 21.7% تحت سن الثامنة عشر ونسبة 19.7% في الخامسة والستين من العمر وما فوق.

### تعداد عام 2010
بلغ عدد سكان باي 1,801 نسمة بحسب تعداد عام 2010، وبلغ عدد الأسر 726 أسرة وعدد العائلات 508 عائلة مقيمة في المدينة. في حين سجلت الكثافة السكانية 224.6 نسمة لكل كيلومتر مربع (581.7/ميل2). وبلغ عدد الوحدات السكنية 769 وحدة بمتوسط كثافة قدره 95.9 لكل كيلومتر مربع (248.4/ميل2).
وتوزع التركيب العرقي للمدينة بنسبة 95.06% من البيض و2.44% من الأمريكيين الأفارقة و0.17% من الأمريكيين الأصليين و1.11% من الأعراق الأخرى و1.22% من عرقين مختلطين أو أكثر و2.28% من الهسبانيون أو اللاتينيون من أي عرق.
بلغ عدد الأسر 726 أسرة كانت نسبة 36.9% منها لديها أطفال تحت سن الثامنة عشر تعيش معهم، وبلغت نسبة الأزواج القاطنين مع بعضهم البعض 49.4% من أصل المجموع الكلي للأسر، ونسبة 15.2% من الأسر كان لديها معيلات من الإناث دون وجود شريك،  بينما كانت نسبة 5.4% من الأسر لديها معيلون من الذكور دون وجود شريكة وكانت نسبة 30% من غير العائلات. تألفت نسبة 25.6% من أصل جميع الأسر من عدة أفراد يعيشون في نفس المنزل ونسبة 13.9% كانت تتألف من شخص يعيش بمفرده يبلغ من العمر 65 عاماً أو أكثر. وبلغ متوسط حجم الأسرة المعيشية 2.48، أما متوسط حجم العائلات فبلغ 2.94.
بلغ العمر الوسطي للسكان 35.0 عاماً. وكانت نسبة 25.2% من القاطنين تحت سن الثامنة عشر، وكانت نسبة 10.3% بين الثامنة عشر والرابعة والعشرين عاماً، ونسبة 26.3% كانت واقعةً في الفئة العمرية ما بين الخامسة والعشرين والرابعة والأربعين عاماً، ونسبة 24.7% كانت ما بين الخامسة والأربعين والرابعة والستين، ونسبة 13.5% كانت ضمن فئة الخامسة والستين عاماً فما فوق. وتوزع التركيب الجنسي للسكان بنسبة 48.3% ذكور و51.7% إناث.

## أعلام
- والي مون

## وصلات خارجية
- The US50 - Cities and Towns in Arkansas State
- 2012 United States Census Estimate